# Манець Іван Федорович
Іван Федорович Мане́ць (нар. 18 вересня 1905, Лозова — пом. 27 січня 1996, Київ) — український художник; член Спілки радянських художників України з 1947 року.

## Біографія
Народився 18 вересня 1905 року в селищі Лозовій (нині місто Харківської області, Україна). Член ВКП(б) з 1930 року. Брав участь у німецько-радянській війні, воював у стрілецьких військах. Нагороджений орденами Вітчизняної війни II ступеня (6 квітня 1985), Червоної Зірки (10 жовтня 1945), медаллю «За оборону Сталінграда» (22 грудня 1942), двома медалями «За відвагу» (17 вересня 1943; 12 жовтня 1943).
1947 року закінчив Київський художній інститут, де навчався у Федора Кричевського, Карпа Трохименка, Костянтина Єлеви, Миколи Самокиша, Миколи Рокицького.
Протягом 1950–х—1970-х років співпрацював із київськими видавництвами «Радянська школа», «Молодь». Жив у Києві, в будинку на вулиці Глібова, № 4/10, квартира № 65. Помер у Києві 27 січня 1996 року

## Творчість
Працював у галузях станкового живопису (створював батальні полотна на історичну тематику), станкової і книжкової графіки. Серед робіт:
графіка
- серія «Фронтові замальовки» (1941—1945);
- «У Монгольських степах» (1947);
- «На батарею!» (1947);
- «В укриття!» (1947);

живопис
- «Атака» (1947);
- «Микола Щорс під Черніговом» (1948);
- «Російська кіннота і українські козаки переслідують шведів» (1949);
- «Прорив Першою кінною армією Польського фронту у 1920 році» (1951);
- «Іван Богун» (1954);
- «Бій під Жовтими Водами» (1954);
- «Батарея» (1958);
- «У тяжку годину» (1960);
- «Степовий рейд» (1969);
- «На рідному згарищі» (1969);
- «Спосіб життя» (1977);
- «Вони не пройшли» (1970).

ілюстрував книги
- «Казки» Михайла Коцюбинського (1952);
- «Іван Богун» Якова Качури (1954);
- «Легендарний начдив» Семена Скляренка (1955);
- українські народні казки «Лисичка-сестричка і вовк панібрат» (1959);
- «Перед бурею» Михайла Старицького (1963);
- «Богдан Хмельницький» Михайла Старицького (1963, томи 1–3);
- «Землянка» Василя Земляка (1966);
- «Скарб» Миколи Іщенка (1968).

Брав участь у республіканських виставках з 1947 року, всесоюзних — з 1948 року.
Окремі роботи художника зберігаються у Національному історико-культурному заповіднику «Поле Полтавської битви».